# Verscio

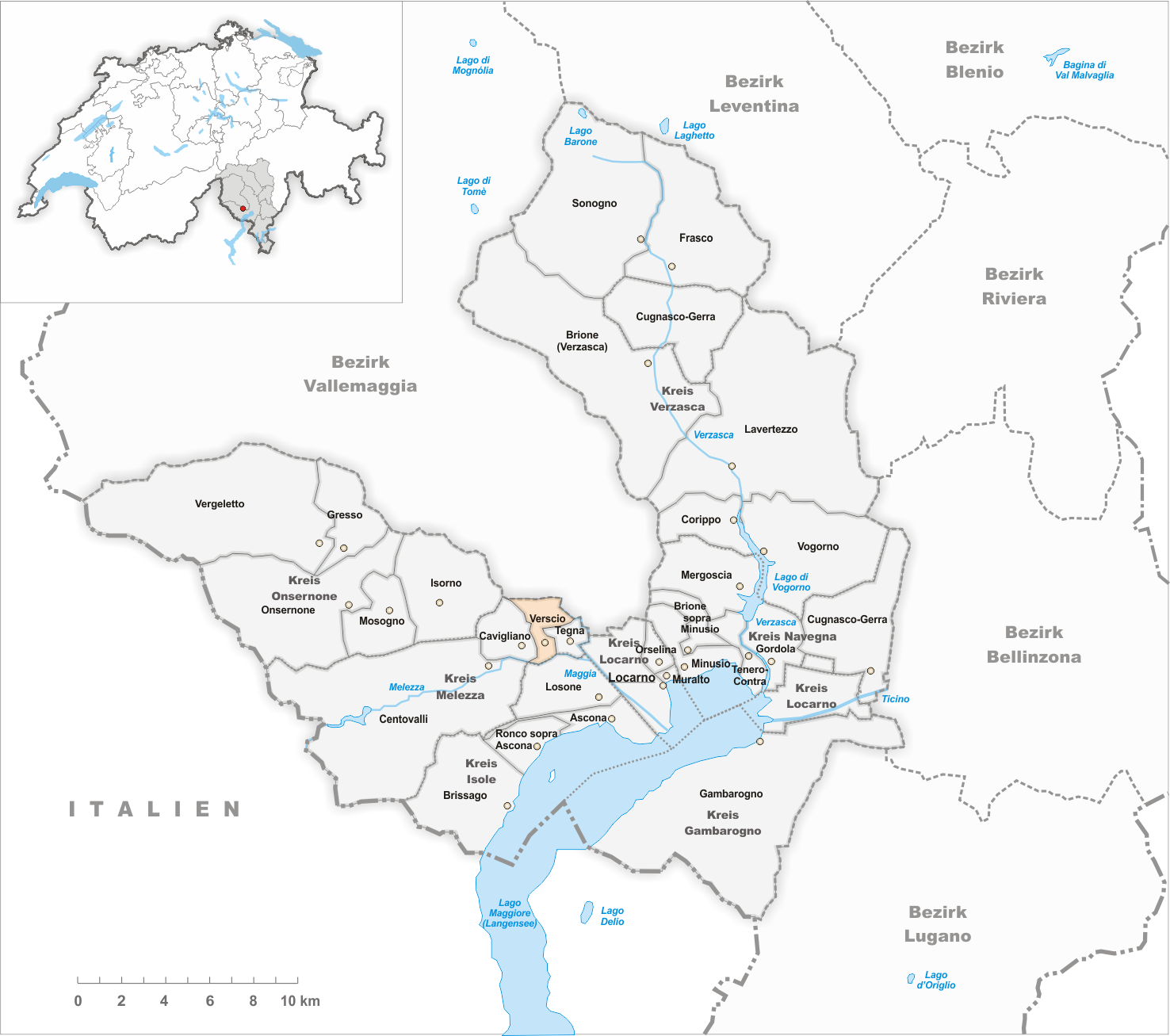
Gemeindestand vor der Fusion am 14. April 2013

Verscio war bis zum 13. April 2013 eine politische Gemeinde im Kreis Melezza, im Bezirk Locarno des Kantons Tessin in der Schweiz. Am 14. April 2013 wurde Verscio mit Tegna und Cavigliano zur neuen Gemeinde Terre di Pedemonte fusioniert.

## Geographie
Verscio liegt am Unterlauf der Melezza, nördlich des Flusses am Eingang zum Centovalli. Bis zur Fusion waren die Nachbargemeinden Cavigliano, Losone, Maggia und Tegna. Verscio hat 1120 Einwohner (Stand 2012).

## Politik
Der Gemeindepräsident war Bruno Caverzasio (Stand 2008).

## Wappen
Blasonierung: In Silber ein durchgehendes rotes Kreuz mit je einer grün beblätterten blauen Weinrebe in den oberen Feldern.

## Geschichte

Verscio, historisches Luftbild von Werner Friedli (1953)

Eine erste Erwähnung findet das Dorf im Jahre 1335 unter dem damaligen Namen Varzio. Das Dorf war im Mittelalter Hauptort der Gemeinde oder Vicinia Pedemonte. Nach der Teilung von 1464 gehörte es zum patriziato maggiore von Pedemonte und Tegna und zum patriziato maggiore von Pedemonte und heisst noch heute Terra di mezzo im Gegensatz zu Cavigliano (terra in cim a) und Tegna (terra in fondo). Verscio bildet seit 1803 eine politische Gemeinde. Die Familien Orelli und Magoria von Locarno besassen dort Grundrechte, die noch 1525 erwähnt werden; sie besassen sie seit 1213 als Lehen vom Bischof von Como.

## Bevölkerung
Einwohnerzahlen: Volkszählungsdaten
In den 1870er-Jahren führte die Emigration nach Übersee zu einer starken Entvölkerung. Nach einem Tiefststand um 1880 schwankte die Einwohnerzahl bis 1960 zwischen etwa 270 (um 1920) und 415 Einwohnern (1950er-Jahre). Ab den 1960er-Jahren entwickelte sich Verscio dank der Nähe zu Locarno zu einer Wohngemeinde.

## Sehenswürdigkeiten
Das Dorfbild ist im Inventar der schützenswerten Ortsbilder der Schweiz (ISOS) als schützenswertes Ortsbild der Schweiz von nationaler Bedeutung eingestuft.
- Pfarrkirche San Fedele[6][7][8]
- Glockenturm[6][7]
- Kirchhof[6][7]
- Fresko Abendmahl[6][7]
- Wohnhaus Cavalli (18. Jahrhundert)[6][7]
- Wohnhaus Leoni[6][7]
- Wohnhaus Snider, Architekten: Luigi Snozzi, Livio Vacchini[6][7]
- Einfamilienhaus Cavalli, Architekt: Luigi Snozzi[6][7]
- Banca Raiffeisen, Architekten: Franco Moro, Paolo Moro[6][7]
- Zweifamilienhaus, Architekten: Franco Moro, Paolo Moro[6][7]
- Villa Maestretti[6][7]

## Kultur
- Editions Lafranca[9]
- Archivio Parrocchiale di Verscio[10]
- Besonders bekannt ist die Gemeinde durch die Theaterschule Accademia Teatro Dimitri (ehemals Scuola Teatro Dimitri), die vom Clown Dimitri (1935–2016) gegründet wurde: sowie das Theater und Museum (Teatro e Museo Comico Dimitri)[11][12]
- Filodrammatica Amici Delle Tre Terre[13]

## Sport
- Unione Sportiva Verscio[14]

## Bilder

Pfarrkirche San Fedele. Historisches Bild von Leo Wehrli (1940)
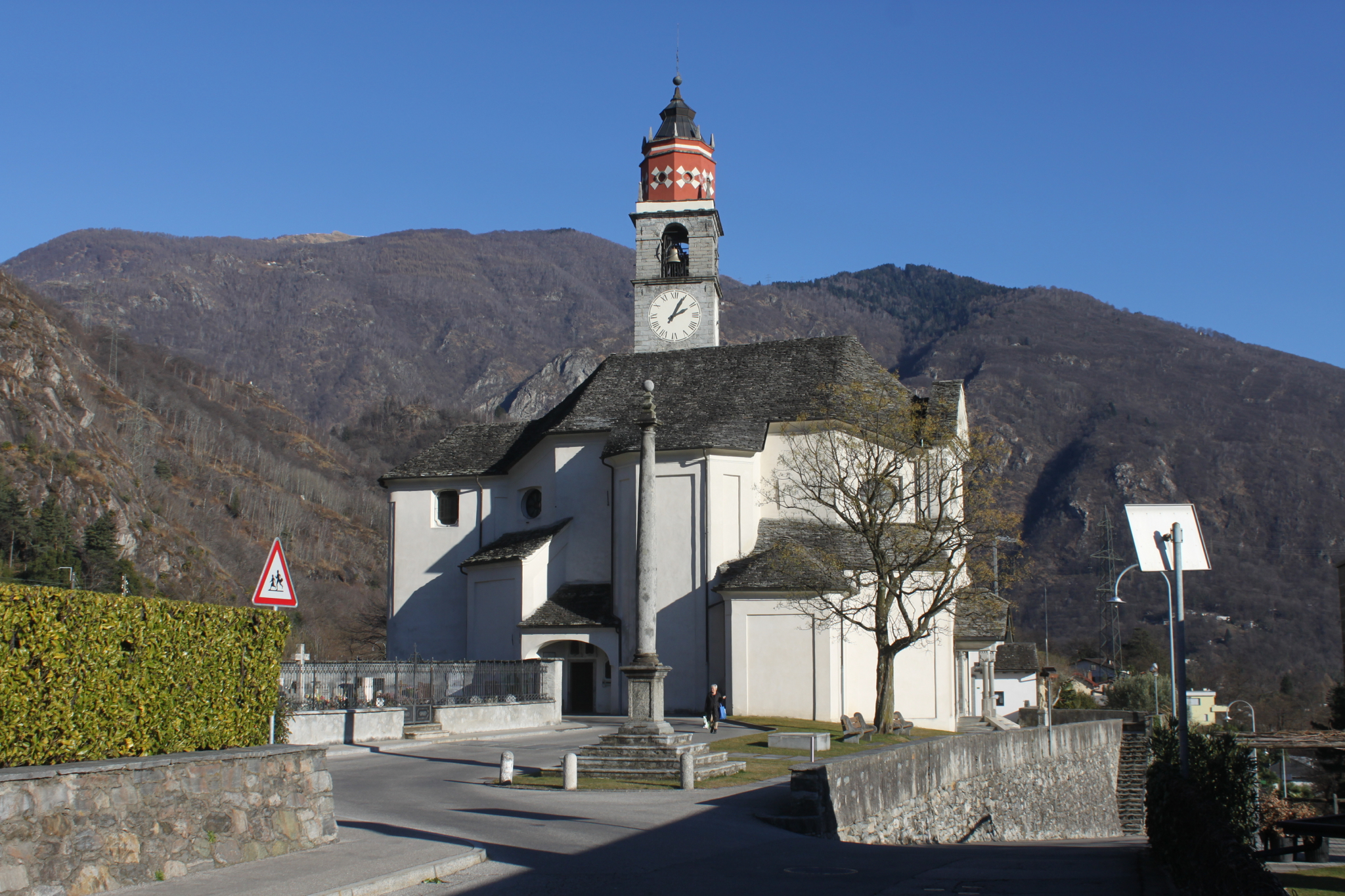
Pfarrkirche San Fedele
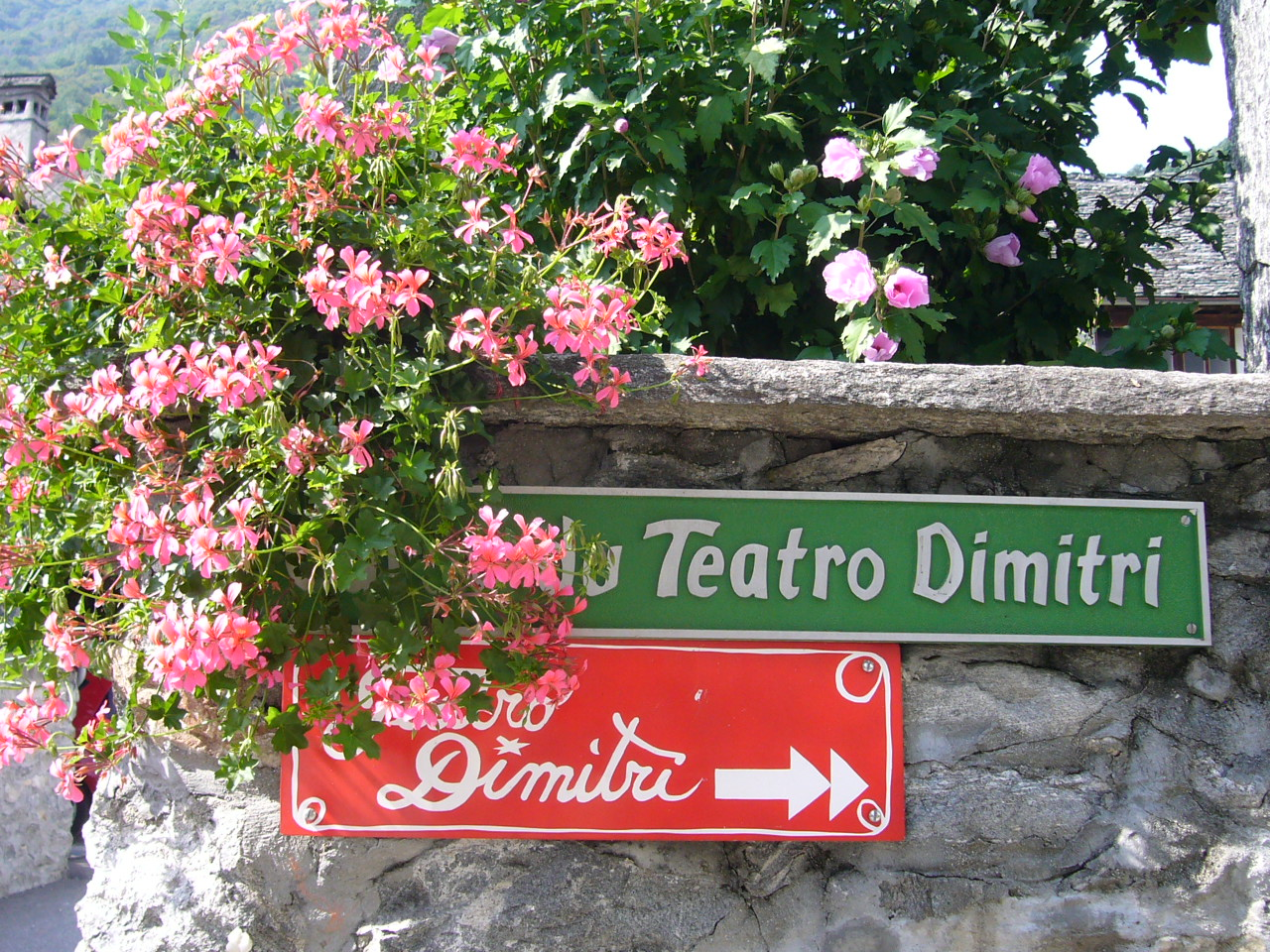
Dimitri-Theater
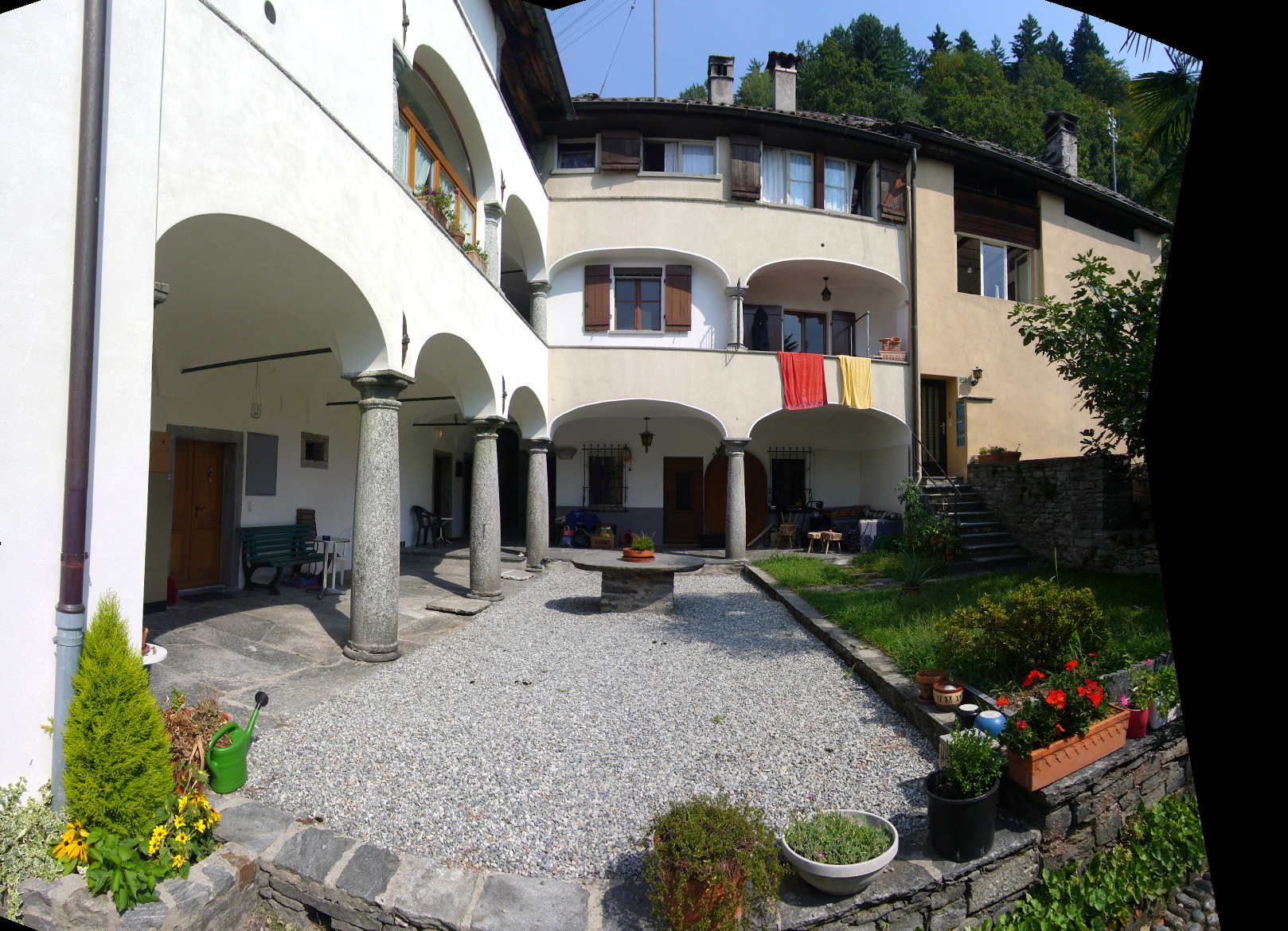
Wohnhaus Cavalli, Hof
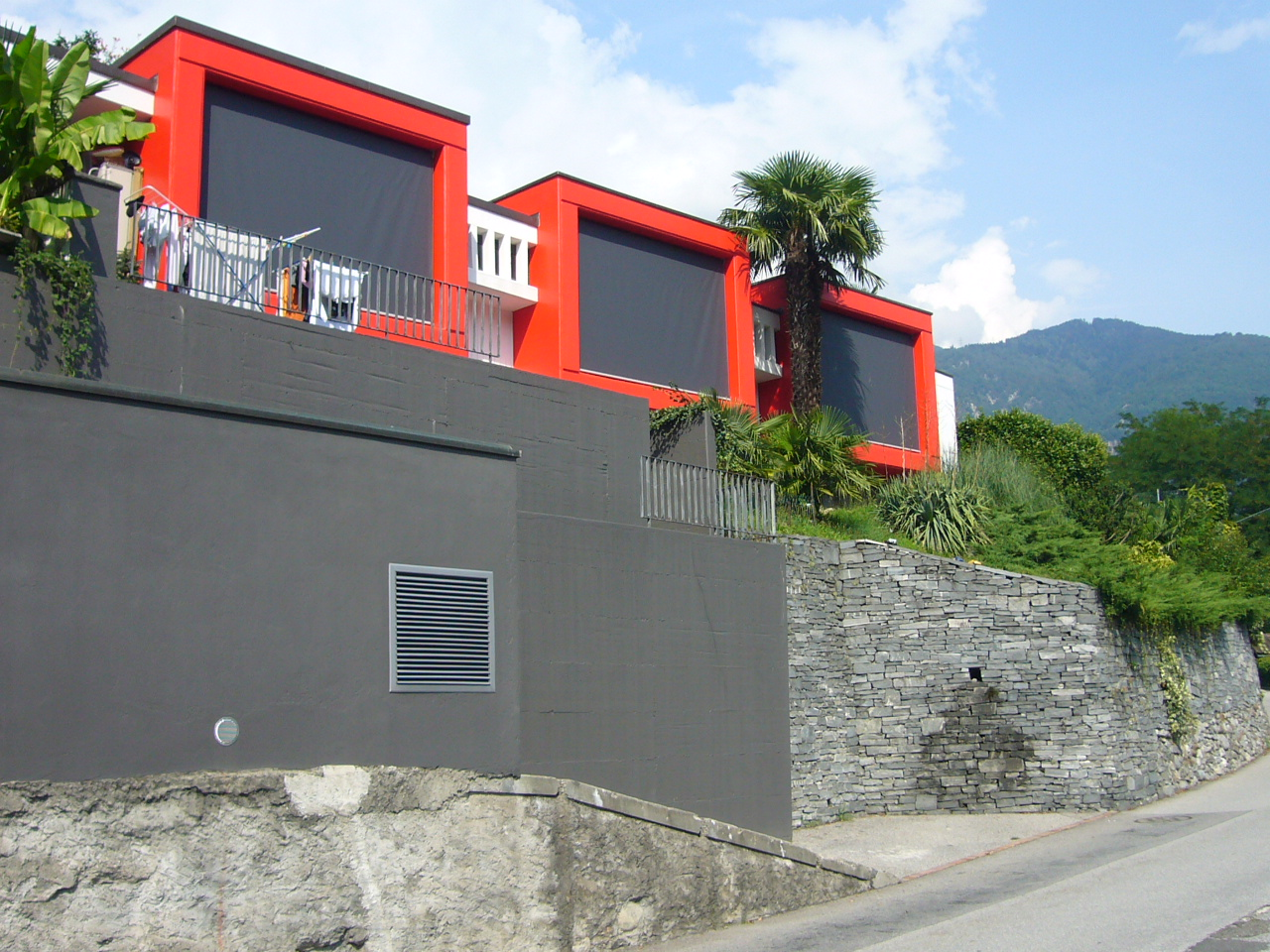
Wohnhaus Rosso
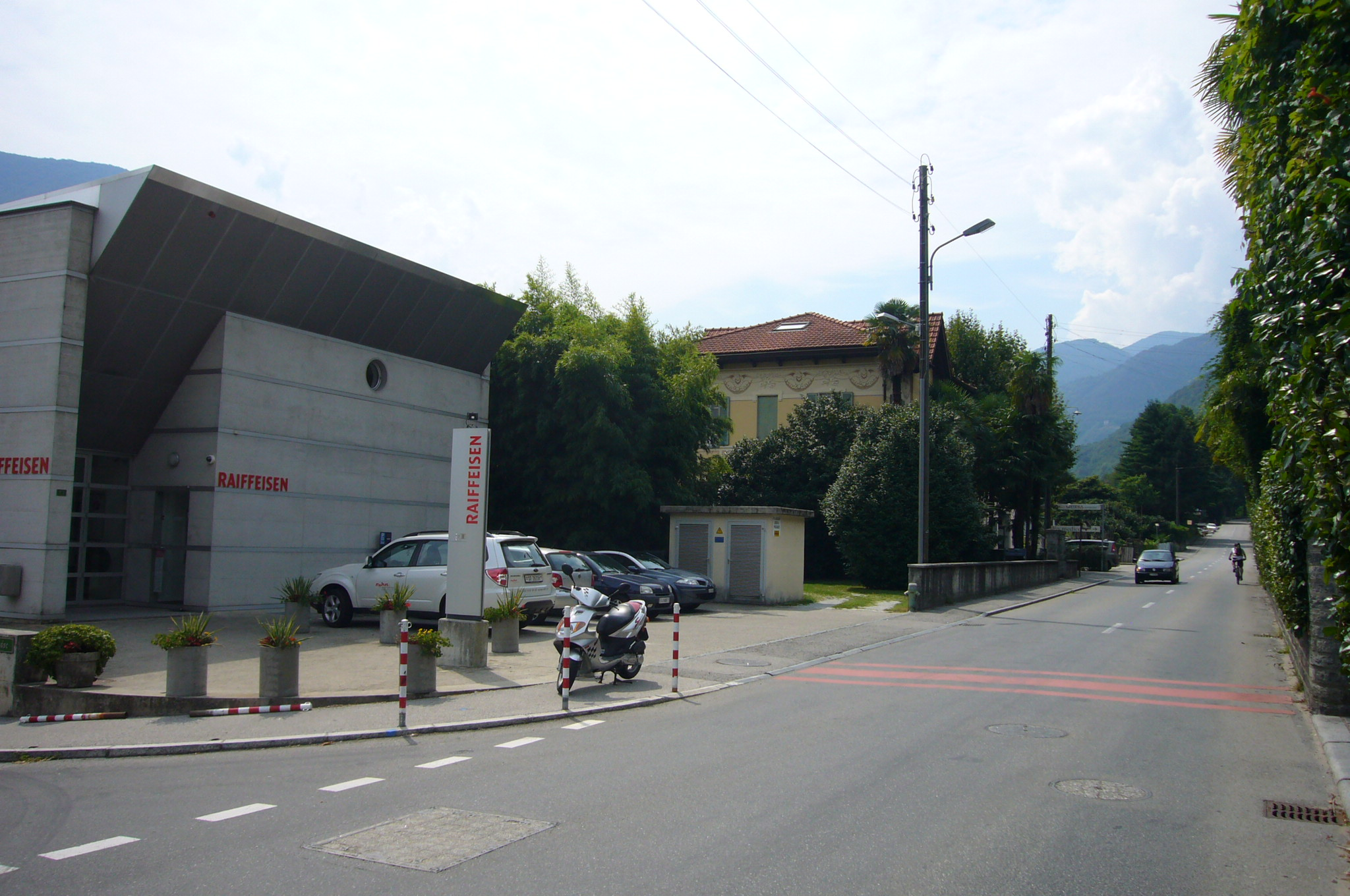
Banca Raiffeisen